# کانگوته
کانگوته (به لاتین: Kangote) یک منطقهٔ مسکونی در آنگولا است که در چنگوار واقع شده‌است.